# Back in the UK
„Back in the UK“ (Zpět ve Velké Británii) je píseň německé skupiny Scooter z alba Our Happy Hardcore z roku 1996. Jako singl vyšla píseň v roce 1995. V Irsku vyšla speciální verze singlu pod názvem „Back in Ireland“ (Jediná změna spočívá v názvu a refrénu, kde „Back In Ireland“ nahradilo „Back In The UK“. Píseň nemá vlastní videoklip.). Videoklip je černobílý a Scooter se v něm ocitají v roli detektivů, kteří vyšetřují podivné události v jednom hotelu.

## Seznam skladeb
1. „Back In The UK“ (Long Version) – (5:24)
2. „Back In The UK“ (Radio Version) – (3:25)
3. „Unity Without Words Part I“I – (6:28)
4. „Crank It Up“ – (4:08)

## Umístění ve světě
| Hitparáda      | Umístění |
| -------------- | -------- |
| Švýcarsko      | 6        |
| Rakousko       | 8        |
| Francie        | 48       |
| Švédsko        | 39       |
| Velká Británie | 18       |
| Finsko         | 17       |